# Nasereddín Sah Kayar
Naser al-Din Sah Kayar (Tabriz, 16 de julio de 1831 – Teherán, 1 de mayo de 1896) fue un rey de la dinastía Kayar y sah de Persia entre el 5 de septiembre de 1848 y el 1 de mayo de 1896, día en que murió asesinado. Sus 49 años en el trono constituyen uno de los más largos reinados en la historia de Persia, tras el sasánida Sapor el Grande (309-379) y el safaví Tahmasp I (1514-1576). Bajo su soberanía se inició en Irán el proceso de modernización con diversas transformaciones en el país, entre ellas la introducción de tecnologías y costumbres occidentales. Además de introducir personalmente la fotografía en Irán, fue el primer monarca persa en escribir y publicar un diario.

## Biografía
Hijo del monarca Muhammad Sah Kayar y su consorte Mahd-e Olia, nació en la aldea de Kohanmir, en las inmediaciones de Tabriz, mientras su padre hacía la guerra junto al príncipe Abbás Mirza a tribus insurrectas del noreste de Jorasán. Las malas relaciones de su padre el rey con Mahd-e Olia no impidieron que, a la muerte de su hermano mayor, el infante Nasereddin Mirza fuera designado en 1835 heredero del Trono del Pavo real, pese a la oposición de sus tíos de la rama Kayar Dulu de la familia, muy estrechamente vinculada a la Rusia de Nicolás I. 
En 1848, Nasereddin Mirza recibió en Tabriz la noticia de la muerte de su padre y con 17 años accedió al trono ayudado por el sadr-e a'zam Amir Kabir. 
Pese a sus tendencias reformistas, su estilo de gobierno se reveló dictatorial. Habiendo asistido en 1848, como príncipe heredero, al juicio del Báb en Tabriz, una vez en el trono persistió en la persecución de sus seguidores babíes y después bahaíes. En 1850, Amir Kabir ordenó fusilar al Bab, y aunque al año siguiente el propio Amir Kabir fue ejecutado por orden del rey (estando borracho), en 1852 un seguidor del Bab atentó infructuosamente contra la vida del monarca, provocando un recrudecimiento de la represión de estas nuevas corrientes religiosas y políticas. Miles de fieles (en ocasiones armados) perecieron por esta represión.
Los predecesores de Nasereddín Sah habían perdido ante Rusia las posesiones iraníes en el Cáucaso, y el joven rey se esforzó por reforzar las posesiones orientales kayaríes frente a las tribus pastunes retomando Herat. Sin embargo, el Imperio británico sintió el movimiento como una amenaza a su dominio de la India y estalló la Guerra Anglo-Persa, hasta que la prioridad de conservar Bushehr obligó al monarca persa, en 1857, a abandonar Herat al incipiente estado afgano.

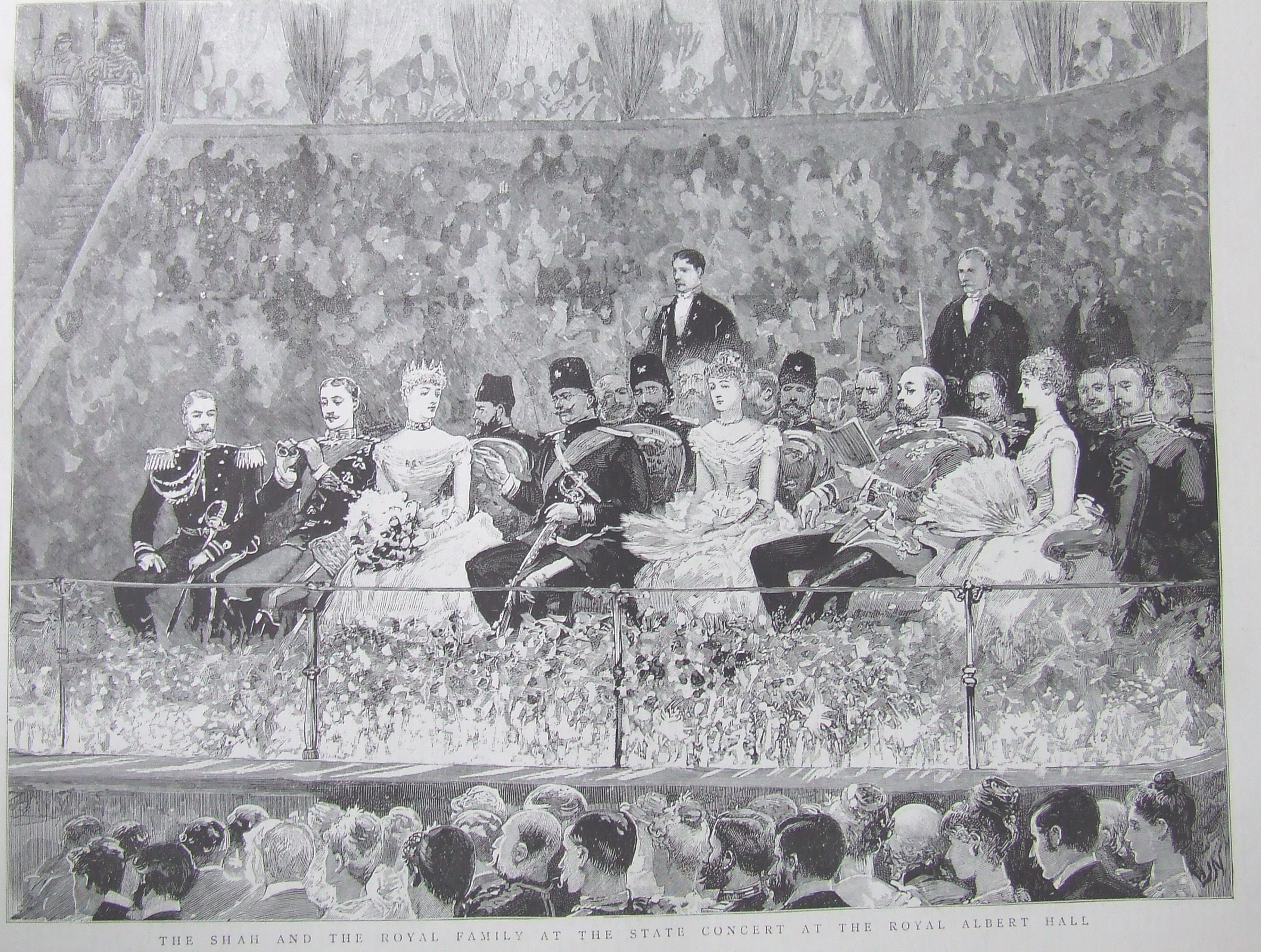
El sah junto a la princesa de Gales y la emperatriz consorte de todas las Rusias en el Royal Albert Hall de Londres, durante un viaje a Europa.

### Relación con Occidente y modernización
El reinado de Nasereddín Sah se distinguió por la entrada en Irán de influencias occidentales. Contuvo el poder del clero chií imamí, creciente desde época safaví; introdujo en el país los servicios de telégrafo (1858) y correo moderno (1868); hizo construir carreteras; estableció un programa de envío de becarios a formarse a Europa; su gran visir Amir Kabir fundó la primera escuela politécnica de concepción europea (1851); creó una fuerza policial moderna (1879); el propio rey lanzó el primer periódico. Fue el primer iraní en ser fotografiado y él mismo patrocinó la fotografía en Irán, siendo retratado cientos de veces. 
Fue el primer monarca persa de la época moderna que visitó Europa. Lo hizo en diferentes ocasiones: en 1873, 1878 y 1889. Durante estos viajes, manifestó su asombro por los avances tecnológicos e industriales. En el año de su primera visita acumuló las condecoraciones y nombramientos honoríficos de distintas casas reales europeas, como la Orden de la Jarretera otorgada por la británica reina Victoria, numerosas distinciones rusas, prusianas y belgas. El diario personal del primero de estos viajes ha sido publicado tanto en persa como en alemán, francés y holandés, en él se nombra a su esposa más amada, Jeyran, con la que vivió una gran historia de amor, que es referente para la cultura popular y se convierte en un símbolo del amor iraní.
Nasereddín Sah fue el primer monarca Kayar en permitir la penetración en Irán de empresas occidentales concediendo monopolios de escala nacional por grandes sumas de dinero que iban directamente al bolsillo del rey. En 1872, la presión popular le forzó a anular la concesión que permitía al barón Reuter construir ferrocarriles y obras de irrigación por todo Irán. En 1890, la concesión por 50 años del monopolio de la compraventa y producción del tabaco desencadenó un boicot a escala nacional en que participaron tanto el clero como las mujeres de la corte, y finalmente la concesión hubo de ser retirada. Muchos estudiosos consideran este episodio como punto de partida del nacionalismo iraní moderno.

### Asesinato
Nasereddín Sah fue herido de muerte de un disparo en una peregrinación al cementerio de Sah Abdolazim, al sudeste de Teherán, a manos de un seguidor de Yamaloddin Asadabadí llamado Mirza Reza Kermaní. Se dice que poco antes de morir, el monarca dijo «Si sobrevivo, reinaré de otro modo». A su muerte, le sucedió su hijo Mozaffareddín Shah Qayar, que gobernó entre 1896 y 1907.

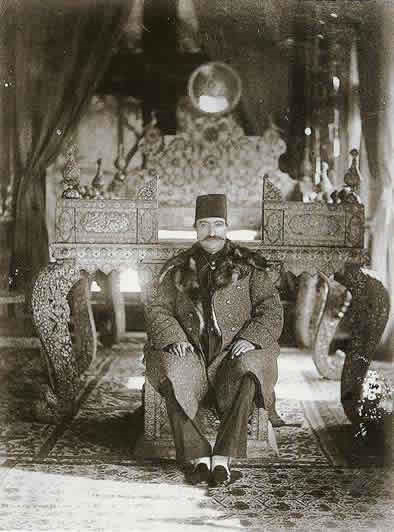
Nasereddin Sah en el Palacio de Golestán.

## Interés por el arte y la literatura
Nasereddín Sah era muy aficionado a la pintura y la fotografía. Era pintor de talento y, a pesar de no haber recibido una formación específica, dominaba la técnica del dibujo artístico a pluma y se conservan varias obras suyas. Fue uno de los primeros fotógrafos de Irán y gran patrocinador de esta técnica, con el establecimiento de un estudio fotográfico en el Palacio de Golestán. 
También era poeta. El antologista Reza-Qoli Jan Hedayat recoge 200 dísticos del monarca en su Maŷma'ol Fosahâ, obra de recopilación de los poetas de la época Kayar. El sah estaba interesado por la historia y la geografía y poseía en su biblioteca numerosos libros sobre estas materias. Tenía además conocimientos rudimentarios de francés e inglés.

## Distinciones honoríficas
- Caballero de la Orden del Águila Blanca de Rusia, en 1838.
- Caballero gran cruz de la Legión de Honor, en 1855.
- Caballero gran cruz de la Orden de San Esteban de Hungría, en 1859.
- Caballero gran cruz de la Orden de los Santos Mauricio y Lázaro de Italia, en 1862.
- Caballero de la Suprema Orden de la Santísima Anunciación de Saboya, en 1862.
- Gran cruz de la Orden del León de Holanda, en 1868.
- Caballero de la Orden de San Andrés de Rusia, en 1873.
- Caballero de la Orden de San Alejandro Nevski de Rusia, en 1873.
- Caballero de primera clase de la Orden de San Estanislao de la Casa de Romanov, en 1873.
- Caballero de primera clase de la Orden de Santa Ana de Rusia, en 1873.
- Caballero de la Orden de la Jarretera (KG), en 1873.
- Caballero de la Orden del Águila Negra de Prusia, en 1873.
- Caballero gran cruz de la Orden del Águila Roja de Prusia, en 1873.
- Gran cordón de la Orden de Leopoldo de Bélgica, en 1873.
- Alta Condecoración de Honor del Imperio Otomano, en 1880 (Nishan-i Ali Imtiaz).

## En obras de ficción
- Nasereddín Sah es caracterizado por el actor Ezzatollah Entezamí en la película Nasereddin Shah, actor de cine del director Mohsén Majmalbaf, de 1992.